# Thomas Bilotti
Thomas "Tommy" Bilotti (23 de marzo de 1940 – 16 de diciembre de 1985) fue un mafioso estadounidense de la familia criminal Gambino quien actuó como subjefe durante dos semanas. Fue este ascenso el que ayudó a desencadenar el asesinato en 1985 del jefe Gambino Paul Castellano. Bilotti acabaría muerto también durante el asesinato.

## Primeros años
De joven, se unió a la cuadrilla de Staten Island del capo gambino Michael D'Alessio. También pasó un tiempo como chófer y guardaespaldas de Alexander DeBrizzi. Más tarde se convirtió en un socio criminal de John D'Alessio, el hermano de Michael. Estuvo involucrado en chantaje de sindicatos, extorsión y usura. Bilotti pronto se ganó la reputación de violento. En un incidente, agredió al socio de Colombo, Robert Pate. En 1970, D'Alessio supuestamente reclutó a Bilotti y a su hermano, Joseph, para asesinar a Thomas Ernst, el novio de la hija de D'Alessio. Sin embargo, el intento de asesinato fracasó cuando la hija de D'Alessio les disparó.

### Protegido de Castellano
Con el paso de los años, Bilotti se convirtió en un estrecho ayudante de campo y confidente del capo Paul Castellano. Era un visitante habitual de la mansión de Castellano en Todt Hill, Staten Island y se le consideraba un amigo cercano de la familia. Cuando Castellano comenzó un romance con su criada, se lo ocultó a la esposa de Castellano. 
Bilotti y Castellano eran propietarios de Scara-Mix, una empresa de hormigón en Staten Island. También estaba muy involucrado en el Capítulo local 638 del sindicato de fontaneros, representado por George Daly, un socio que pertenecía a su equipo. Daly fue el agente comercial del Capítulo Local 638 hasta su condena en 1987 por solicitar sobornos para asegurar la paz laboral.

## Conspiración
La muerte por cáncer de Aniello Dellacroce el 2 de diciembre de 1985 inició una cadena de acontecimientos que condujeron al asesinato de Castellano dos semanas después. Varios factores contribuyeron a la conspiración para matar a Castellano; el hecho de que no asistiera al velatorio de Dellacroce fue un insulto para la familia Dellacroce y sus seguidores. En segundo lugar, Castellano nombró a su guardaespaldas Bilotti como nuevo subjefe. Castellano también insinuó que planeaba disolver la banda de los Gotti por los rumores de tráfico de drogas.
Gravano sugirió matar tanto a Castellano como a Bilotti mientras desayunaban en una cafetería. Sin embargo, cuando DeCicco avisó a Gotti de que tendría una reunión con Castellano y varios otros mafiosos de Gambino en el Sparks Steak House el 16 de diciembre, Gotti y los demás conspiradores decidieron matarlo entonces.

## Muerte
El lunes 16 de diciembre de 1985, Bilotti llevó a Castellano a la reunión preestablecida a primera hora de la noche en Sparks Steak House en Midtown Manhattan, en la calle 46 este cerca de la Tercera Avenida. Un equipo de asesinos (formado por Salvatore Scala, Edward Lino y John Carneglia) esperaba cerca de la entrada del restaurante; posicionados calle abajo estaban los tiradores de refuerzo Dominick Pizzonia, Angelo Ruggiero, y Tony Rampino. Gotti observó la escena desde un coche al otro lado de la calle.
Cuando Castellano salía del coche en la parte delantera del restaurante, alrededor de las 5:26 p. m. EST, los pistoleros se acercaron corriendo y le dispararon varias veces. Supuestamente, John Carneglia fue el pistolero que disparó a Castellano en la cabeza. Bilotti fue disparado mientras salía por la puerta del conductor. Antes de abandonar la escena del crimen, Gotti se acercó a ver los cuerpos.

### Secuelas
Thomas Bilotti está enterrado a cincuenta metros de Castellano en el Cementerio Moravo de New Dorp, Staten Island. Bilotti dejó diez hijos, entre ellos una niña de seis semanas. La esposa de Bilotti, Donna, sufrió una crisis nerviosa y un aborto espontáneo.
Cinco años después del asesinato de Castellano, Gotti fue detenido por el FBI a finales de 1990 por cargos de crimen organizado, y se le denegó la libertad bajo fianza 10 días después. El 2 de abril de 1992, con la ayuda de Gravano, que se convirtió en testigo del gobierno, Gotti fue condenado por numerosos cargos de crimen organizado, incluidos los asesinatos de Castellano y Bilotti en 1985. {El 23 de junio de 1992. Gotti fue condenado a cadena perpetua en una prisión federal, donde murió de cáncer de garganta una década después en 2002.
En la película para televisión Boos of Bosses, Bilotti es interpretado por el actor Richard Foronjy. En la película para televisión de 1996 Gotti, Bilotti es interpretado por el actor Ron Gabriel.